# Oreosaurus shrevei
Oreosaurus shrevei — вид ящірок родини гімнофтальмових (Gymnophthalmidae). Ендемік Тринідаду і Тобаго. Вид названий на честь американського герпетолога Бенджаміна Шріва.

## Поширення і екологія
Oreosaurus shrevei мешкають в горах Північного хребта на півночі острова Тринідад. Вони живуть у вологих тропічних лісах, серед каміння на берегах струмків і в печерах. Зустрічаються на висоті від 600 до 981 м над рівнем моря. Самиці відкладають яйця.